# Malakhítovaia xkatulka
Malakhítovaia xkatulka (rus: Малахитовая шкатулка) és una òpera en dos actes de Dmitri Batin.